# Viktor Moskalenko
Viktor Petrovitsj Moskalenko (Oekraïens: Віктор Петрович Москаленко) (Odessa, 12 april 1960) is een Oekraïense schaker en auteur. Hij is sinds 1992 een grootmeester. Zijn piek-FIDE-rating, in juli 2011, was 2591. Zijn rating in 2016 is 2506.

## Persoonlijk leven
Hij is gehuwd met de schaakster Tatjana Jastrebova en heeft een dochter. Van 1992 tot 1994 was hij secondant van Vasyl Ivantsjoek. In 2000 emigreerde het gezin naar Barcelona. Naast het schaken schrijft Moskalenko voor het schaaktijdschrift New In Chess en voor ChessBase.

## Resultaten
In 1987 won hij in Mykolajiv het kampioenschap van Oekraïne. In 1988 eindigde hij in Lviv gedeeld tweede met Vasyl Ivantsjoek en Volodymyr Malanioek. In hetzelfde jaar won hij voor Sofia Polgar en Judit Polgár het open kampioenschap van Hongarije. In 1988 werd hij Internationaal Meester (IM). In 1992 won hij het Parijs Open met 10 pt. uit 11 partijen en hij won een toernooi in Fuerteventura. In dat jaar werd hij GM. In augustus 2005 speelde hij mee in het Spaanse Banyoles 2005 Chess Festival en eindigde daar met 7 punten op de derde plaats; Harmen Jonkman werd eerste. In oktober 2005 werd hij bij de Magistral Casino Masters, het Barcelona-grootmeestertoernooi in Barcelona, gedeeld eerste met Vasyl Ivantsjoek; na de tiebreak werd het toernooi gewonnen door Ivantsjoek. In 2005 en 2007 werd hij kampioen van Catalonië. 
In de loop van zijn schaakcarrière won Moskalenko meer dan 100 internationale toernooien met overwinningen op Aleksandr Chalifman (in 1985 in 22 zetten), Jevgeni Svesjnikov (1987), Michał Krasenkow 1989, David Bronstein (Wijk aan Zee, 1992) en Aleksandr Morozevitsj (1994).
Zijn eerste schaakclub was de Odesskiy Centralniy Shaxmatniy Club. Hij speelde ook in Franse, Catalaanse en Spaanse (o.a. met CE Escola d'Escacs de Barcelona 2013) bondscompetities. In Catalonië speelt hij voor de Club d'Escacs Terrassa. Sinds oktober 2012 speelt hij in de Spaanse competitie.

## Publicaties
- The Fabulous Budapest Gambit. Interchess BV, Alkmaar 2007, ISBN 978-90-5691-224-6.
- The Flexible French. New in Chess, Alkmaar 2008, ISBN 978-90-5691-245-1.
- Revolutionize Your Chess. New in Chess, Alkmaar 2009, ISBN 978-90-5691-295-6.
- The Wonderful Winawer. New in Chess, Alkmaar 2010, ISBN 978-90-5691-327-4.

## Externe koppelingen
- (en)   Informatie over schaakpartijen van Viktor Moskalenko op ChessGames.com
- (en)   Informatie over schaakpartijen van Viktor Moskalenko op 365chess.com
- (en)  FIDE-ratinggegevens voor Viktor Moskalenko